# Черкеси
Ади́ги або черке́си (самоназва адиге, адиг. адыгэ, кӏахэ,) — народ, що складається з групи народностей: адигейців (мешканців Адигеї), кабардинців (мешканців Кабардино-Балкарії), черкесів (мешканців Карачаєво-Черкесії) та шапсугів у Росії, а також у країнах Близького Сходу, Балкан та Німеччини, де їх зазвичай називають як Circassians (тобто черкесами), так і Adyghe (тобто адигами). Розмовляють єдиною адизькою мовою (див. адигейська мова та кабардинська мова), що входить до абхазо-адизької групи кавказьких мов.

## Назва
Самоназва адиге є спільною для всіх адизьких народів, тобто черкесів, кабардинців та адигейців (адигейських народностей).
Етнонім черкеси, за яким народ відомий у світі, також нерідко виступає метаетнонімом для адизьких народів, особливо поза межами Росії. Зокрема, під «черкесами» традиційно у Туреччині й країнах Близького Сходу розуміють, крім власне черкесів, також інших адигів, а нерідко й представників неадизьких народів Північного Кавказу, предки яких у 2-й половині XIX століття масово емігрували туди від геноциду та утисків з боку Російської імперії після включення кавказьких земель до складу імперії.
Етнонім черкес є тюркським. Він використовувався як інша назва тюркських васалів київських князів — чорних клобуків, які складалися з торків, печенігів, берендеїв та Ковуїв (часто ідентифіковані як Кайи). Пізніше черкес стане синонімом терміна козак. Цей етнонім буде поширено також на населення Кавказу. Етнонім черкес у формі черкез (çerkez) поширений в історичній топоніміці Криму, що вказує на те, що історичні черкеси селилися та засновували села також і в Криму. З XX століття використання цього терміна у світі в основному звужується лише до адигських народів. Однак у Туреччині цей термін до сьогодні широко застосовується для позначення всіх народів Північного Кавказу. Род Черкес в казахській вимові Шеркеш зберігається й сьогодні серед казахів.
Український дослідник Олег Бубенок писав про використання етноніма черкес щодо адигів під час створення Карачаєво-Черкесії:
Тому радянський уряд не надто роздумував і вирішив використати для адигів традиційний термін «черкес» (хоча адиги ніколи не називали себе цим ім'ям).
Британський військовий розвідник, який воював на боці адигів під час Кавказької війни, Джеймс Белл в 1830-х роках писав:
Назва та мова черкесів – «адигейські». Черкес, слово турецького чи татарського походження, ніколи не використовується місцевими жителями і навіть не розуміється багатьма з них.

## Територія розселення та чисельність

Розселення адигів у Росії

Загалом у світі мешкає близько 5,3 млн адигів, з яких 2 — 3 млн у Туреччині. У Росії мешкає 751, 487 тис. адигів (станом на 2021 рік)[джерело не вказане 232 дні].
У Росії адиги живуть переважно на території Адигеї (адигейці), Кабардино-Балкарії (кабардинці), Карачаєво-Черкесії (черкеси), Краснодарського краю (адигейці), Північної Осетії та Ставропольського краю. Адиги також мешкають в Йорданії, Сирії, Ізраїлі (у селах Кфар-Кама та Реганія), Іраці та Ірані. Невеликі громади адигів є у Сербії, Боснії і Герцеговині та Північній Македонії, де вони асимілюються албанським мусульманським населенням[джерело не вказане 232 дні].
В Україні, згідно з даними перепису населення 2001 року, мешкало 199 черкесів, 473 кабардинці та 338 адигів. Адизьку мову назвали рідною мовою 181 осіб (17,9 %); 96 (9,5 %) назвали рідною українську мову, а 697 (69 %) вказали як рідну «іншу мову». Найбільше адигів мешкає в Одесі.

## Мова

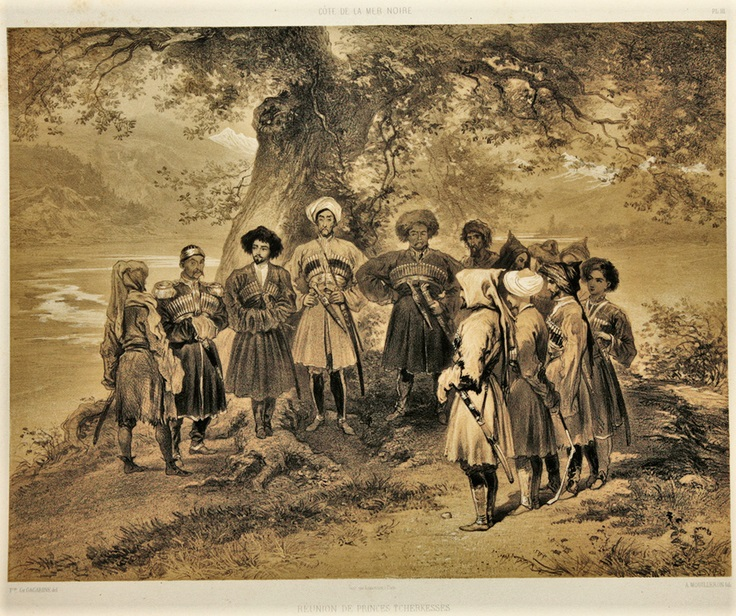
Нарада черкеських князів 1839—1840 р. Опубліковано 1847 р. Автор: Г. Гагарін.

Черкеси розмовляють адигськими мовами абхазо-адизької гілки північнокавказької сім'ї. Існують дві літературні мови адигів: адигейська та кабардинська.
У 1920—1925 рр. північнокавказька інтелігенція, користуючись наявною в ці роки більшою свободою, намагалася надолужити згаяне в попередні роки, проте ця можливість тривала недовго. У 1922 р., у зазначений період відносної свободи, у Кисловодську була скликана «Конференція з освіти горців». У результаті цієї Конференції на Північному Кавказі були відкриті школи з рідними мовами навчання, а до 1925 р. створена писемність на латинській графічній основі.
Проте, навіть тоді більшовики постаралися розділити не тільки народи Північного Кавказу, але також і єдинокровні субетноси, створивши, наприклад, окремі алфавіти для кяхського та кабардинського діалектів, окремі граматики для говірок однієї й тієї ж кабардино-черкеської мови, хоча поряд з латинізацією, неодноразово порушувалося питання і про уніфікацію всіх північнокавказьких алфавітів, а також про створення єдиної літературної мови для споріднених адизьких діалектів. З цього питання було проведено ряд конференцій: у Адигеї та Кабардино-Черкесії, у Чечено-Інгушетії, уКарачай-Балкарії і в Дагестанській АРСР, але ці конференції не досягли практичних результатів, оскільки їхні ініціатори були засуджені як буржуазні націоналісти та в більшості ліквідовані.

## Історія

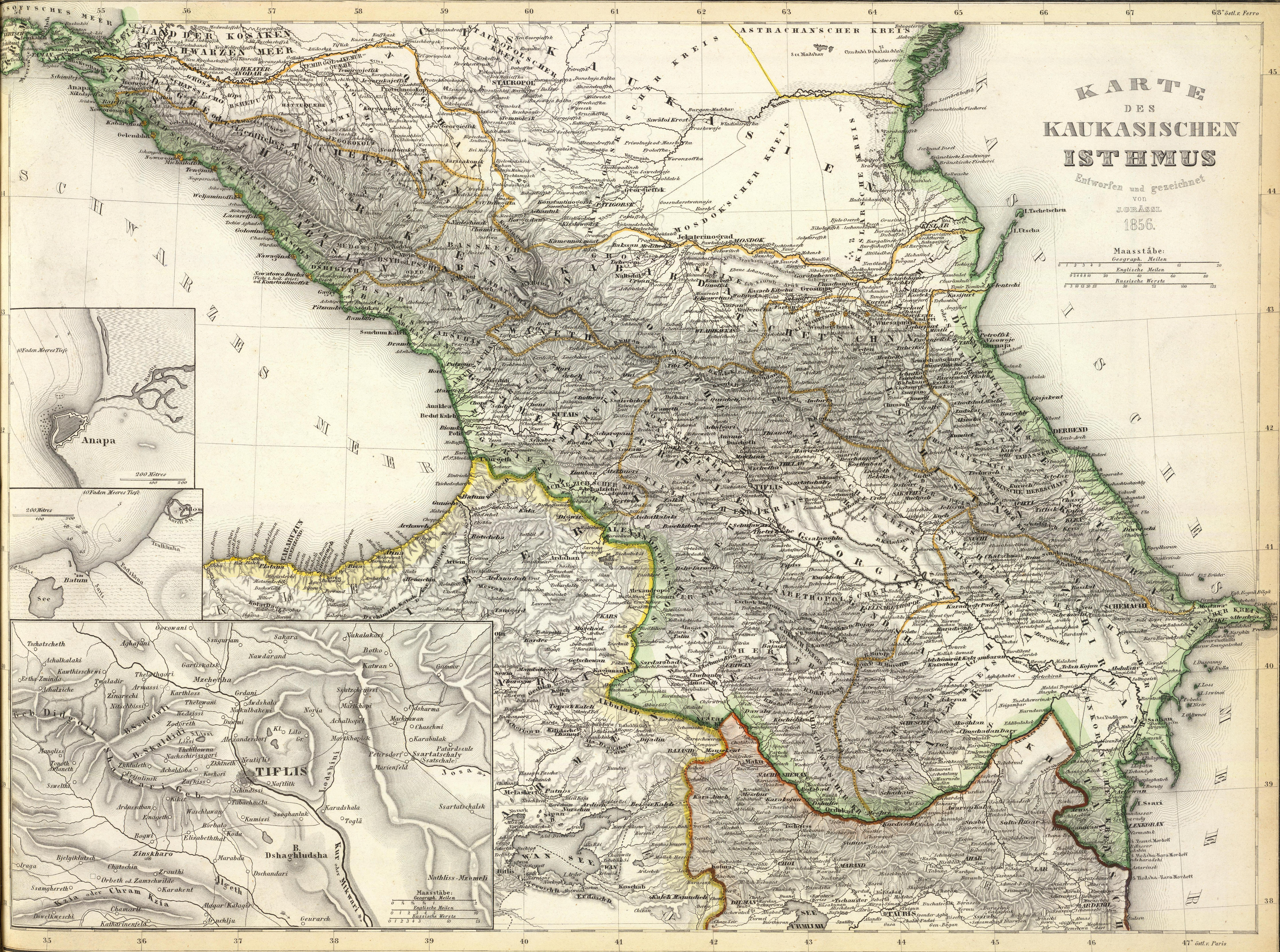
Карта Кавказького перешийку. Розроблено Дж. Грасслі, 1856. (Тбілісі, Анапа, Батум, і навколишні райони). Гравюра на сталі, друкування та видання бібліографічного інституту Hildburghausen, (1860)

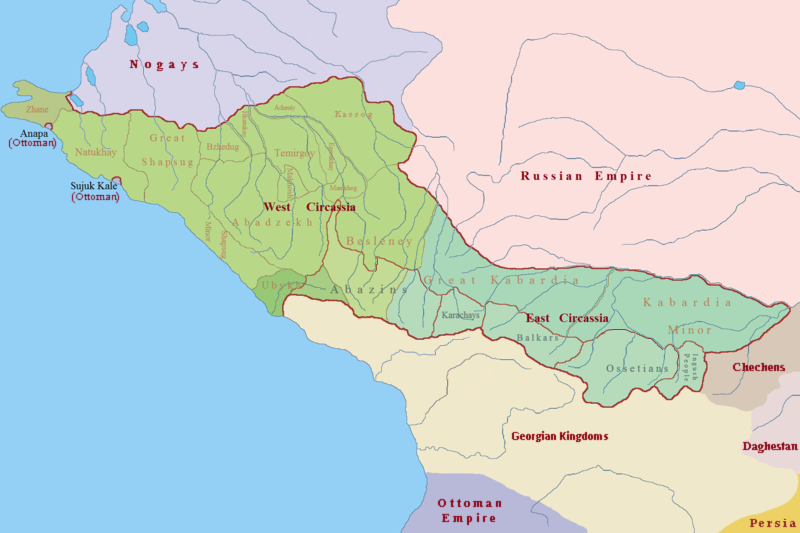
Мапа Черкесії. 1750 рік

Предками адигів є зиги, керкети, меоти, та інші які відомі у північному Причорномор'ї з 1 тис. до н. е.. У античних та візантійських джерелах адиги згадані як зіхи, а в давньоруських джерелах під назвою касоги. Наприківнці 1 тис. до н. е. — середині 1 тис. н. е. починає формуватися давньоадизький етнос[джерело не вказане 232 дні].
У XIII ст. почала поширюватися тюркська назва адигів — черкеси[джерело не вказане 232 дні].

## Російська агресія, етнічні «чистки» та геноцид
Кавказька війна 1763[джерело не вказане 232 дні]-1864 була найдовшою, яку будь-коли вела Росія.
Прикладом тактики ведення війни проти черкесів може служити стратегія генерала Засса, який підкорив Східне Закубання, райони, де проживали адиги (шапсуги, теміргоеці, абдзахи (абадзехи), натухаї, бжедуги, кабардинці та інші) і абазини-ашхарці (баракаєвці, башілбаєвці, кизилбековці, тамовці, шахгіреєвці). При будь-якій можливості знищувалися посіви та запаси зерна, при нападі на села царські війська відкривали вогонь з артилерії по хижинам. Для захоплення й увезення гірської худоби знищувалися запаси сіна, через що адигам доводилося виганяти худобу на рівнинні пасовища, де вона захоплювалася і вивозилася в найближчі станиці. Вирубувались сади та виноградники, щоб змусити черкесів покинути гірську частину країни й таким чином ослабити їх опір.
У 1857 році тодішнім начальником Головного штабу Кавказької армії, генерал-ад'ютантом Д. А. Мілютіним, була висунута ідея виселення горців Північно-Західного Кавказу і заселення звільнених земель казаками і мешканцями внутрішніх районів Росії.
Горців-переселенців 1860-х років (черкесів, убихів та інших, які не підкорилися царській владі до 1861 року) після припинення опору, але відмови переселятися в болотисті низини Кубані, примусово зганяли під конвоєм до берега Чорного моря. Там, далеко від населених пунктів, вони збиралися великими масами і місяцями страждали та помирали від голоду, холоду та інфекційних хвороб. Через це російські судновласники уникали перевезення горців, а серед турецьких цим займалися лише безпринципні комівояжери, які переповнювали кораблі переселенцями, що призводило до високої смертності під час шляху. На малоазійському узбережжі Туреччини переселенців зустрічали карантинні табори, часто без належних умов для життя та харчування. Султан був змушений видати особливий фірман, що забороняв горцям продавати своїх дітей і дружин, хоча таким чином вони намагалися врятувати близьких від смерті в таборах[неавторитетне джерело].
На чорноморському узбережжі від Керченської протоки до Сухумі практично було знищено все населення. Убихи були знищені на Красній поляні, від пролитої їхньої крові, на думку черкесів, походить сьогоднішня назва місцевості. У час проведення Зимових Олімпійських ігор 2014 в Сочі діаспора черкесів світу підіймала питання неможливості проведення змагань у місці геноциду їхнього народу.